# Zapatos náuticos
Para el club de fútbol véase Clube Náutico Capibaribe

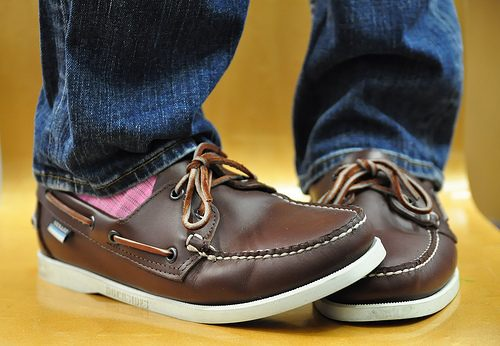
Un par de zapatos náuticos.

El zapato náutico, a veces llamado simplemente náutico, es un tipo de zapato ligero y sencillo utilizado para ocasiones informales. Se caracterizan por tener suelas de goma estriada. Se cierran con cordones que recorren el zapato en todo su perímetro a lo largo de un doble, siendo visibles a tramos a través de unos remaches metálicos. 
Los náuticos tienen un origen reciente, datando de principios del siglo XX. Inicialmente, se utilizaban para practicar deportes náuticos, de ahí su suela antideslizante, pero en la actualidad se utilizan en cualquier ocasión como calzado deportivo. Inicialmente, se confeccionaban en cuero pero luego pasaron a hacerse en lona.
Los náuticos se utilizan tanto por hombres como por mujeres. Son clásicos zapatos para llevar en verano o en latitudes templadas. Se confeccionan en gran variedad de colores y están indicados para llevarse con ropa informal como vaqueros, shorts, traje de baño o bermudas.